# Aconitum woroschilowii
Aconitum woroschilowii là một loài thực vật có hoa trong họ Mao lương. Loài này được Luferov mô tả khoa học đầu tiên năm 1990.